# Leon Barszczewski
Leon Barszczewski (ros. Лев Семёнович Барщевский, ur. 20 lutego 1849 w Warszawie, zm. 22 marca 1910 w Częstochowie) – polski topograf, geolog, etnograf, archeolog, przyrodnik, glacjolog, badacz kultury Środkowej Azji, pułkownik armii Imperium Rosyjskiego.

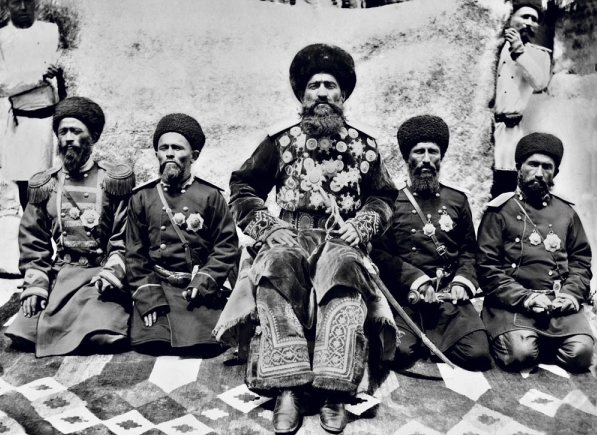
Leon Barszczewski (zdjęcie z Samarkandy, 1876–1897)

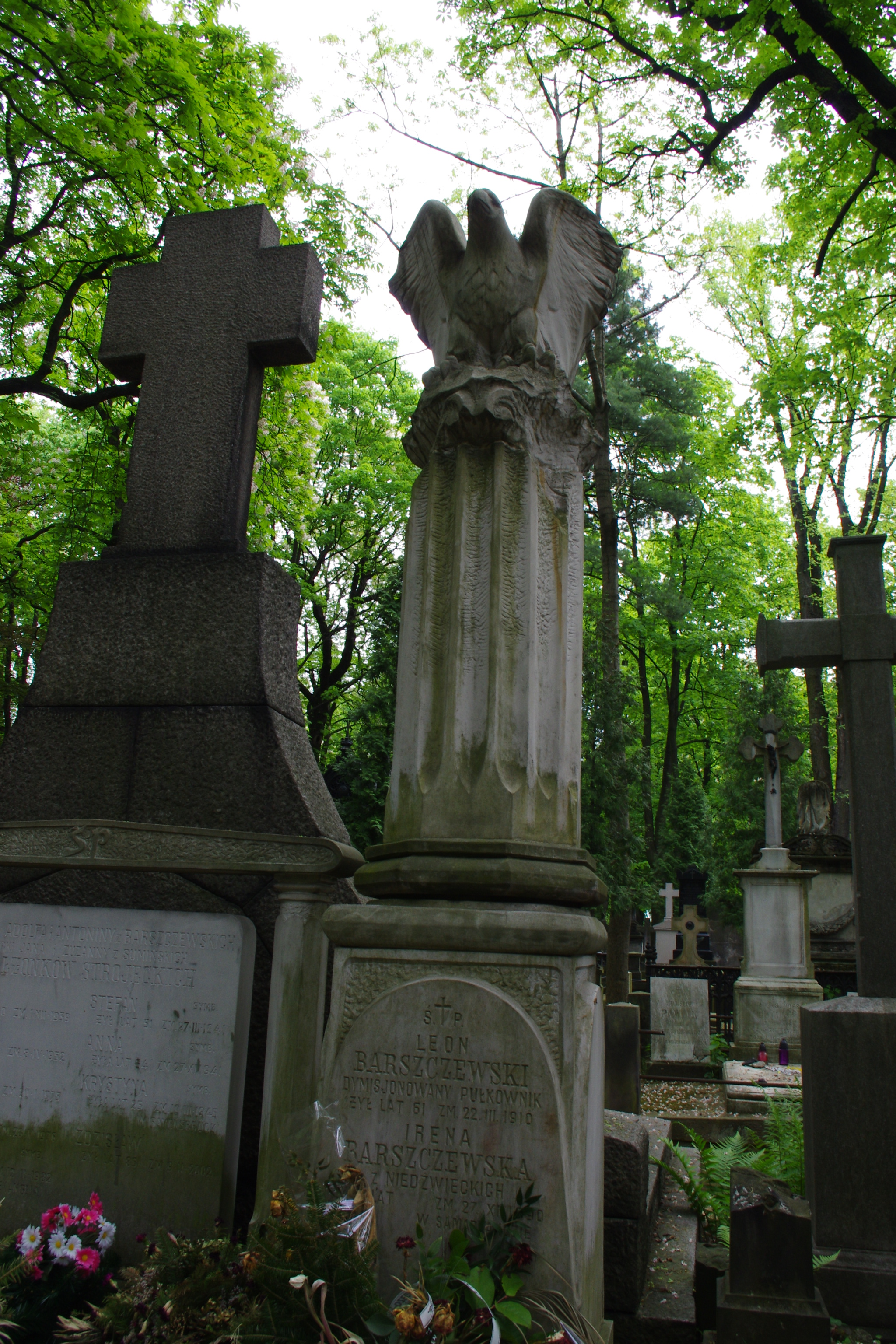
Grób L. Barszczewskiego na Starych Powązkach w Warszawie

## Życiorys
Pochodził ze szlacheckiej rodziny wywodzącej się z rejonu Suwałk, która po ok. 1825 opuściła Podlasie. Rodzice Szymon i Adelajda z Nowickich przenieśli się najpierw do miejscowości Aleksandrowka (gm. Ananiw, Ukraina Naddnieprzańska), a później w rejon Białej Cerkwi. Tam w młodym wieku, po przedwczesnej śmierci rodziców, przeniósł się do starszej siostry (starsi bracia skazani za udział w powstaniu styczniowym zmarli lub zaginęli w czasie uwięzienia) do Czerkas niedaleko Kijowa.
Po ukończeniu gimnazjum wojskowego w Kijowie, w 1866 wstąpił do Wojskowej Szkoły Konstantynowskiej, którą ukończył w roku następnym, skierowany następnie do Junkierskiej Szkoły Piechoty w Odessie. Zapytany na lekcji historii o „bunty Polaków”, bronił powstańców styczniowych, za co skreślono go z listy studentów i w stopniu junkra przeniesiono do pułku w guberni chersońskiej. Tam kupował książki naukowe, uczył się języków i rzemiosła, a sztuki fotografowania nauczył go rosyjski malarz akwarelista i fotograf Mikołaj Osipow.
Po aneksji Turkiestanu przez Rosję w 1876 Barszczewski ochotniczo zgłosił się do wyjazdu na nowo pozyskane terytoria, gdzie służył w oddziale topograficznym. Do 1897 zamieszkiwał głównie w Samarkandzie i tam w 1880 ożenił się z Ireną Niedźwiecką, która zmarła po 10 latach małżeństwa. Wraz ze swym oddziałem miał za zadanie badania terenu i wytyczenie nowych dróg o znaczeniu strategicznym w kierunku Chin i Afganistanu.
Z aparatem fotograficznym poznawał okolice miasta, wędrował nad rzekami Zarafszan, Fan, Iskander i Jagnob, przez które wiodły szlaki w Góry Hisarskie i do emiratu Buchary. Był współorganizatorem wypraw naukowych dla badaczy rosyjskich. Rozpoczął prace archeologiczne w Afrasiab – mieście, które później okazało się poprzednikiem współczesnej Samarkandy. Zgromadził tam sporą kolekcję starożytności; część jej odsprzedał Francuzom, którzy przejęli po nim badania tego stanowiska, a część przekazał miastu Samarkandzie jako zaczątek muzeum. Uzyskane pieniądze przeznaczył na uruchomienie kopalni węgla kamiennego z pokładów znajdujących się w pobliżu Samarkandy.
Od 1897 znajdował się w Siedlcach, gdzie dowodził pułkiem piechoty. Wspomógł tam córkę Jadwigę w uzyskaniu zezwolenia na prowadzenie własnej szkoły – Żeńskiej Szkoły Handlowej (późniejszego Gimnazjum im. Królowej Jadwigi). Fundusze na jej utrzymanie pochodziły z dochodów w kopalni w okolicach Samarkandy. Wziął udział w wojnie z Japonią w 1904–1905. Od 1906 na emeryturze. Oskarżony o sprzeniewierzenie pułkowych pieniędzy wyjechał do Częstochowy, dla zachowania honoru popełniając samobójstwo w jednym z miejscowych hoteli. Tam został pochowany na miejscowym cmentarzu Kule; grób jego uległ zniszczeniu pod koniec XX wieku, szczątki natomiast zostały przez rodzinę ekshumowane i pogrzebane w 1995 na cmentarzu Powązkowskim w Warszawie (kwatera 12-4-22/23).
Za swe zdjęcia został nagrodzony złotymi medalami na wystawach fotograficznych: w Paryżu w 1895 (fotografie lodowców azjatyckich) oraz w Warszawie w 1901 (portrety mieszkańców Azji). Był członkiem Rosyjskiego Towarzystwa Geograficznego w Petersburgu oraz Rosyjskiego Towarzystwa Aklimatyzacji Geograficznej i Botanicznej w Moskwie. Otrzymał liczne odznaczenia, m.in. Złotą Gwiazdę Emira Buchary, jak również Order Świętego Włodzimierza IV klasy, Order Świętej Anny III klasy oraz carskie ordery pomniejszej rangi.
Zostawił po sobie zbiór unikatowych na skalę światową fotografii dokumentujących ginący świat dawnej Buchary, Samarkandy, pamirskich koczowników i chanatów Dachu Świata. W 2009 prezentowano wystawę zdjęć autorstwa Barszczewskiego w Muzeum Śląska Opolskiego w Opolu, a w 2010 roku w Domu Polonii w Warszawie. Na jego cześć botanik W. Lipski nazwał jeden z lodowców w Górach Hisarskich.
Materiały archiwalne Leona Barszczewskiego znajdują się w PAN Archiwum w Warszawie pod sygnaturą III-131.